# Misérable

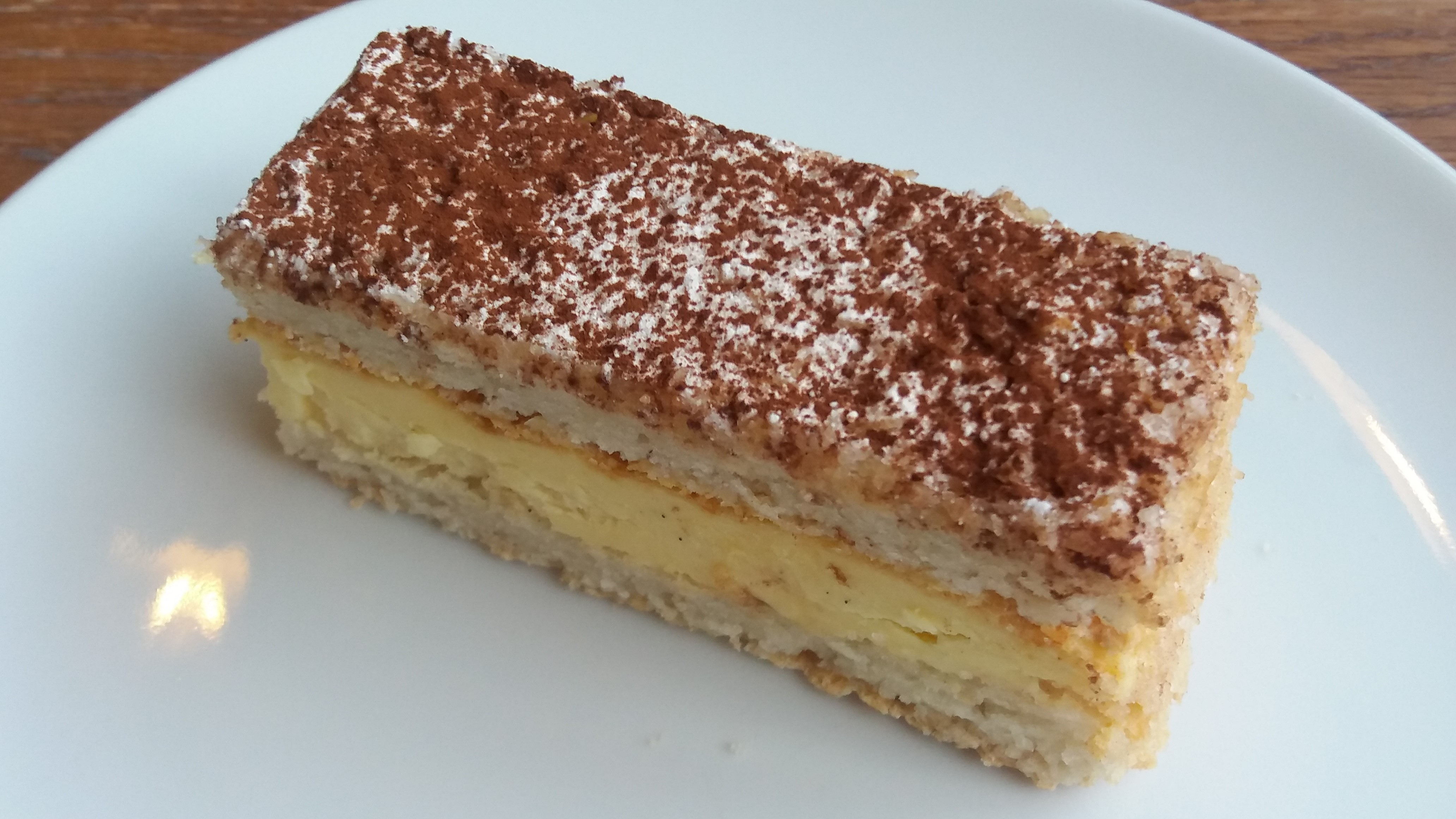
Ciastko miserable

Miserable (fr. misérable „ubogi, nędzny”) – belgijskie ciastko proste z wyglądu, będące kombinacją delikatnego maślanego kremu waniliowego pomiędzy dwoma warstwami makaronikowego ciasta migdałowego, posypane po wierzchu cukrem pudrem, ewentualnie ozdobione różyczką z kremu waniliowego i  posypane po bokach pudrem z kakao. 
Pochodzenie ciastka jest trudne do potwierdzenia. Według niektórych materiałów źródłowych ciastko po raz pierwszy pojawiło się do kupienia w brukselskiej cukierni „Du Finistére”. Wiadomo, że ciastko znajdowało się w asortymencie brukselskiej cukierni „Maison Jean Bol” około 1920 roku. Współcześnie ciastko stało się specjalnością Oud-Rekem w prowincji Limburgii, gdzie jest wypiekane od 1929 roku według objętej tajemnicą receptury, którą przywiózł z Brukseli do Oud-Rekem cukiernik Jan Jansen w 1929 roku. 
Podstawowymi składnikami maślanego kremu są: masło, cukier, laska waniliowa i żółtka jajek. Ciasto piecze się z mąki migdałowej (tzw. migdałowy broyage), mąki, cukru pudru i ubitych na pianę białek jaj z cukrem. Po upieczeniu ciasto powinno mieć od góry skrzypiącą skórkę i nie być suche w środku. 
Do nabycia w sklepach cukierniczych i supermarketach na terenie Belgii, znane także w Holandii.